# Theodor Svetoslav av Bulgarien
Theodor Svetoslav av Bulgarien, död 1322, var Bulgariens regent från 1300 till 1322.